# Смолянка (Псковская область)
Смолянка (эст. Smoljanki) — деревня в Печорском районе Псковской области России. Входит в состав сельского поселения «Лавровская волость».
Расположена на берегу реки Кудеб, в 8 км к юго-востоку от волостного центра, деревни Лавры, и в 40 км к югу от райцентра, города Печоры.

## Население
Численность населения деревни по оценке на конец 2000 года составляла 22 жителя.
| 2001 | 2002 | 2010 |
| ---- | ---- | ---- |
| 22   | ↘15  | ↗16  |